# Lo Rat Penat
Lo Rat Penat (« la chauve-souris » en valencien archaïsant ; abrégé en LRP) est une société fondée en 1878 à l'initiative de Constantí Llombart consacrée à la promotion, la défense, l'enseignement et la diffusion de la langue et de la culture valenciennes. Il s'agit historiquement d'une des plus importantes entités culturelles valenciennes.
Depuis la transition démocratique espagnole, LRP s'est surtout fait connaître pour être, avec la Real Acadèmia de Cultura Valenciana, un bastion du sécessionnisme linguistique valencien en niant toute légitimité aux Normes de Castellón — normes orthographiques adoptées en 1932, auxquelles l'organisation avait souscrit et dont l'usage est généralisé — et en promouvant des contre-normes orthographiques, les Normes del Puig.

## Histoire
Lo Rat Penat est fondé en 1878, tout d'abord sous le nom de Societat d'Amadors de les Glòries Valencianes (« Société d'amateurs des gloires valenciennes), sur initiative de Constantí Llombart, Teodor Llorente et Fèlix Pizcueta dans l'intention de défendre la culture et la langue valenciennes et de promouvoir un mouvement semblable à la Renaixença au Pays valencien.
Son emblème est une chauve-souris, tiré de l'écusson de la ville de Valence.
Llombart prétendait ce faisant créer une organisation qui rassemble des Valenciens de toutes tendances politiques mais son propos initial se trouva  contrarié, LRP se trouvant vite contrôlé par des éléments de la bourgeoisie conservatrice, qui imposèrent un refus de la politisation des revendications particularistes valenciennes, la défense à outrance de la monarchie espagnole et la prédominance de la poésie sur les autres genres littéraires à la manière du Félibrige,. LRP est l'institution chargée de l'organisation des Jeux floraux de la ville et du royaume de Valence, mis en place dès 1878,.
En réaction à cette dénaturalisation de l'entité qu'il avait fondée, Llombart fonde en 1888 une autre organisation, L'Oronella — à l'origine en tant que club excursionniste —, qui rassemble plusieurs figures importantes de la vie politique et culturelle de la région comme Vicente Blasco Ibáñez, qui n'aura néanmoins qu'une existence éphémère.
À la fin de la guerre civile, LRP reprend rapidement ses activités car le régime franquiste les considère comme inoffensive et compatibles avec sa conception régionaliste.
Entre 1949 et 1975, Lo Rat Penat donne des cours de langue et de grammaire valencienne, et est à l'origine de nombreuses publications, ce qui fait de l'association un bastion fondamental de la culture valencienne sous le franquisme, dans un climat de dictature globalement hostile à ce type de pratiques, généralement soupçonnées de « séparatisme »,.
Selon Santi Cortés, ces cours représentent le second point de repère le plus important dans l'histoire de l'enseignement et la normalisation du valencien après l'adoption des normes orthographiques de Castelló.
LRP a édité une revue homonyme, mais toujours de façon éphémère : au format mensuel entre janvier et décembre 1911, puis un seul numéro publié en 1942 (tout entier consacré à Josep Monmeneu).

## Position dans les controverses sur la langue valencienne
Initialement et pendant plus d'un siècle, LRP défend une collaboration avec les intellectuels et autres associations culturelles des territoires catalanophones hors Pays valencien. Le discours inaugural de Constantí Llombart est très explicite en ce sens, :
« No, valencians, no es morta nostra expressiva llengua llemosina, com los seus malhavirats inimichs semblaba desijaben, gracies als generosos esforços de nostres germans de Catalunya y les illes Mallorques, esforços generosos que de hui en avant debem nosaltres ab tot fervor imitar. »
« Non, Valenciens, notre langue limousine expressive n'est pas morte, comme ses malveillants ennemis semblaient le désirer, grâce aux généreux efforts de nos frères de Catalogne et des îles de Majorque, généreux efforts que dorénavant nous devons avec ferveur imiter »
LRP signa les Normes de Castellón de 1932, adaptation de celles de l'Institut d'Estudis Catalans au contexte valencien,. Dans plusieurs de ses écrits LRP donne pour établi le fait que le valencien et la catalan sont une seule et même langue, qu'il désigne parfois sous le terme de « catalan-valencien » (català-valencià)
Cependant, depuis la fin des années 1970, la société a pris part aux controverses liées à la langue valencienne et s'est rapprochée de la posture blavériste selon laquelle catalan et valencien seraient deux langues différentes, en contradiction avec le consensus scientifique. Elle défend la normative de la Real Academia de Cultura Valenciana. Elle est partisane d'une espèce de version reformée des dénommées Normes del Puig, avec toutefois l'incorporation d'accents écrits contraires à cette normative.[réf. nécessaire]

## Satire
La revue satirique El Pardalot Engabiat (1983-1984) incluait une section intitulée «Lo Pardalot Penat» (jeu de mot raillant LRP), traitant de façon mordante de thèmes folkloriques et festifs, milieux dans lesquels le blavérisme était très influent.

## Liste des présidents
Liste des présidents de Lo Rat Penat depuis sa fondation :
- Fèlix Pizcueta i Gallel (1878-1879 et 1884-1886)
- Teodor Llorente Olivares (1879-1880)
- Jacint Labaila i González (1880-1881)
- Rafael Ferrer i Bigné (1881-1882)
- Vicent Pueyo i Ariño (1882-1883)
- Ferran Reig i Garcia (1883-1884)
- Ciril Amorós i Pastor (1886-1887)
- Pasqual Frígola Ahís Xacmar i Beltrán (1887-1889 et 1891-1893)
- Lluís Cebrián i Mezquita (1889-1891)
- Honorat Berga i Garcías (1893-1903)
- Josep Maria Ruiz de Lihory i Pardines (1903-1908 et 1912-1915)
- Leopold Trénor i Palavicino (1908-1910)
- Vicent Dualde i Furió (1910-1912)
- Francesc Cantó i Blasco (1915-1916)
- Joan Pérez i Lúcia (1916-1918)
- Francesc Almarche i Vázquez (1919-1927)
- Facund Burriel i Garcia de Polavieja (1927-1928)
- Manuel González i Martí (1928-1930 et1949-1958)
- Carles Sarthou i Francesc (1930-1931)
- Agustí Alomar i Ruiz (1931-1932)
- Nicolau Primitiu Gómez i Serrano (1933-1935 et1959-1961)
- Josep Monmeneu Gómez (1935-1936 et 1939-1941)
- Josep Casanova i Dalfó (1936-1939)
- Josep Calatayud Bayà (1942-1948)
- Joan Segura de Lago (1961-1972)
- Emili Beüt i Belenguer (1972-1980)
- Xavier Casp (1980-1982)
- Joan Gil i Barberà (1982-1992)
- Josep Maria Boluda i Sanambrosio (1992-1996)
- Enric Esteve i Mollà (1996-2023)
- Josep Vicent Navarro Raga (depuis 2023)